# Michel Kreek
Michel Kreek (* 16. Januar 1971 in Amsterdam) ist ein ehemaliger niederländischer Fußballspieler und heutiger -trainer. Sein größter Erfolg als Spieler war der Gewinn des UEFA-Cups mit Ajax Amsterdam 1992. 1995 absolvierte er ein Spiel für die niederländische Nationalmannschaft.

## Karriere als Spieler
Michel Kreek begann beim Amsterdamer Klub De Eland SDC mit dem Vereinsfußball. Noch in der Jugendzeit wechselte er zu Ajax Amsterdam. Am 29. Oktober 1989 spielte der damals 18-jährige erstmals für die Profimannschaft in der Eredivisie unter Trainer Leo Beenhakker. In seiner ersten Saison wurde Kreek bereits das erste Mal mit Ajax Meister, wurde aber insgesamt nur zweimal eingewechselt. In der Saison 1990/91 hatte der Linksfüßer seine ersten Einsätze in der Startelf und wurde in der darauffolgenden Spielzeit unter dem neuen Trainer Louis van Gaal zum Stammspieler. In dessen erster Saison gewann Kreek mit seiner Mannschaft den UEFA-Cup. Zusammen mit Spielern wie Dennis Bergkamp, Danny Blind und Frank de Boer stand er in den beiden Finalpartien 1992 gegen Turin Calcio (2:2, 0:0) jeweils in der Startformation. Ein Jahr später gewann Kreek mit Amsterdam den niederländischen Pokal und 1993/94 seine zweite Meisterschaft mit Amsterdam, wobei er in dieser Saison seinen Stammplatz verloren hatte. 1994/95 absolvierte er noch ein Ligaspiel und zwei Spiele in der Champions League für Ajax Amsterdam. Ajax gewann in dieser Saison die Champions League und erneut die Meisterschaft, Kreek verließ die Mannschaft aber bereits im Herbst 1994.
Kreek wechselte zum italienischen Verein Calcio Padova, der nach 33 Jahren in die Serie A aufgestiegen war. Hier war er sofort gesetzt und erzielte bis Saisonende sieben Tore. Am 22. Februar 1995 kam Kreek zu einem Einsatz für die niederländische Nationalmannschaft, der sein einziger blieb. Seine Mannschaft Calcio Padova belegte zum Saisonende in der Serie A punktgleich mit CFC Genua den 14. Tabellenplatz. Nach der damaligen Regelung erforderte dies ein Entscheidungsspiel um den Klassenerhalt, was Padova mit 5:4 nach Elfmeterschießen gewann. Kreek verwandelte hierbei den entscheidenden letzten Elfmeter. 1995/96 war Calcio Padova schon früh in der Saison mehrmals Tabellenletzter. Auf eine Stabilisierung zu Beginn der Rückrunde folgte eine Niederlagenserie mit zum Teil sehr vielen Gegentreffern und der Verein stieg schließlich als Letzter ab. Kreek selbst war bis zuletzt Stammspieler gewesen. Mit seinem Wechsel zum Aufsteiger AC Perugia zur nächsten Saison blieb er in der Serie A, musste aber schließlich seinen zweiten Abstieg in Folge hinnehmen.
Danach kehrte er nach einem Jahr in Perugia und insgesamt fast drei Jahren in Italien in die Niederlande zurück und wechselte zu Vitesse Arnheim. Für Arnheim absolvierte er 150 Ligaspiele in fünf Jahren und qualifizierte sich mit der Mannschaft außer im Jahr 2001 stets für den UEFA-Cup. Im Wettbewerb kam der Klub während Kreeks Zeit dort aber nie über die 2. Runde hinaus. 2002 verließ er Vitesse Arnheim und schloss sich dem griechischen Erstligisten AEK Athen an, der als Vorjahres-Zweitplatzierter in der Liga an der Champions League teilnahm. Dort erreichte man die Gruppenphase, schied aber nach vier Unentschieden in vier Spielen aus, ohne dass Kreek zum Einsatz kam. Er hatte in dieser Zeit mit Verletzungen zu kämpfen und saß zudem hin und wieder nur auf der Reservebank. In Kreeks erster Saison qualifizierte sich Athen erneut für die Champions League. Dort schied die Mannschaft in der Saison 2003/04 aber erneut gleich aus und belegte in der Liga nur einen enttäuschenden fünften Platz. Nach zwei Jahren in Griechenland wollte Kreek wieder in die Niederlande zurückkehren und ging zu Willem II Tilburg. Nach weiteren Verletzungen beschloss er am 30. November 2005 seine Karriere zu beenden und löste wenig später seinen Vertrag in Tilburg auf.
Kreek spielte in seiner Karriere im linken Mittelfeld oder als Innenverteidiger.

### Erfolge
- Niederländischer Meister: 1990, 1994, 1995 1 (Ajax Amsterdam)
- Niederländischer Pokalsieger: 1993 (Ajax Amsterdam)
- Champions-League-Sieger: 1995 1 (Ajax Amsterdam)
- UEFA-Pokal-Sieger: 1992 (Ajax Amsterdam)

### Statistik
| Liga                        | Spiele (Tore) |
| --------------------------- | ------------- |
| Eredivisie                  | 257 (18)      |
| Serie A                     | 086 (13)      |
| Alpha Ethniki               | 029 0(0)      |
| Wettbewerb                  |               |
| Champions League            | 005 0(0)      |
| Europapokal der Pokalsieger | 003 0(0)      |
| UEFA-Cup                    | 033 0(3)      |

## Karriere als Trainer
Anfang 2006 begann Michel Kreek eine Tätigkeit als Jugendtrainer bei Ajax Amsterdam. Von 2013 bis 2016 war er ebenfalls als Jugendtrainer bei Ajax’ Kooperationspartner Almere City FC tätig. Ab August 2016 war er Co-Trainer von Frank de Boer bei Inter Mailand. De Boer wurde bereits Anfang November wieder entlassen. Da de Boers Nachfolger die Möglichkeit gegeben wurde, die Co-Trainer-Stellen selbst zu besetzen, wurde Michel Kreek wenig später ebenfalls beurlaubt. Im November 2017 begann er eine Tätigkeit als Co-Trainer von Sarina Wiegman bei der niederländischen Frauennationalmannschaft und betreute zusätzlich als Cheftrainer die U-20-Frauen bei der Weltmeisterschaft 2018. Die Mannschaft, die zum ersten Mal an einer WM teilgenommen hatte, erreichte das Viertelfinale. Im Juli 2019 wechselte er zurück zu Ajax Amsterdam und wurde dort Jugendkoordinator. In den Spielzeiten 2021/22 und 2022/23 war er Co-Trainer der zweiten Mannschaft von Ajax (Jong Ajax) und übernahm von Ende Januar bis Mitte Februar 2023 interimistisch den Cheftrainerposten. Zur Saison 2023/24 unterschrieb er bei Ajax einen Zweijahresvertrag als Betreuer für die von der Profimannschaft verliehenen Spieler. Gleichzeitig bestreitet er den Lehrgang für die UEFA-Pro-Lizenz und absolvierte in diesem Zusammenhang in der Saison 2023/24 ein Praktikum beim SC Heerenveen.